# I Love
「i Love」（アイラブ）は、azusaの1枚目のシングル。2010年7月21日にポニーキャニオンから発売された。

## 概要
表題曲「i Love」は、テレビアニメ『アマガミSS』の前期オープニングテーマに起用された。高校生のピュアな恋愛を描いた『アマガミSS』らしい、爽やかなキラキラ感を出すことを意識して曲を完成させたという。
カップリングの2曲も『アマガミSS』の世界観を意識して制作された。「単純明快!」は、草食系男子をテーマとしたアップテンポの楽曲で、実際に男性をイメージさせるベースの和音を主軸としている。なおazusaはこれまでにも何曲かソロ曲を発表しているが、CD化はこれが初めてである。
ディスクジャケットには、高校へと続く坂道の入り口に並んでいるメインヒロイン6人のイラストが描かれている。

### 主な記録
2010年8月2日付のオリコン週間シングルチャートで30位を獲得。初動売上は2810枚を記録した。

## 収録曲
（全作詞・作曲：azusa、編曲：azusa・t.sato） 
1. i Love [4:22]
2. 単純明快! [4:02]
3. ひみつの部屋 [4:06]
4. i Love（Instrumental）

## 収録アルバム
| 曲名   | アルバム | 発売日        |
| ------ | -------- | ------------- |
| i Love | azusa    | 2011年8月31日 |